# لوهاغات
لوهاغات (به انگلیسی: Lohaghat) یک منطقهٔ مسکونی در هند است که در بخش چمپاوت واقع شده‌است. لوهاغات ۴٫۵ کیلومتر مربع مساحت و ۷٬۹۵۴ نفر جمعیت دارد و ۱٬۷۵۴ متر بالاتر از سطح دریا واقع شده‌است.